# Phaeocryptopus nudus
Phaeocryptopus nudus är en svampart som först beskrevs av Peck, och fick sitt nu gällande namn av Franz Petrak 1938. Phaeocryptopus nudus ingår i släktet Phaeocryptopus, ordningen Dothideales, klassen Dothideomycetes, divisionen sporsäcksvampar och riket svampar.   Inga underarter finns listade i Catalogue of Life.